# Herengrund
Der Herengrund im Rothaargebirge ist ein ca. 1,3 km langer, orographisch rechter Quellbach des Flachengrundes im Hochsauerlandkreis in Nordrhein-Westfalen.

## Verlauf
Der Herengrund entspringt auf 677 m. ü. NHN etwa 900 m südöstlich vom Osterkopf bzw. 1,5 km westlich von der Ziegenhelle. Ab der Quelle verläuft der Bach zunächst etwa 250 m dem Talverlauf folgend in nordöstlicher Richtung bevor er sich nach Norden wendet und nach ca. 1,3 km rechtsseitig in den Flachengrund mündet. Der Flachengrund selbst ist ein rechter Zufluss der Berkmecke.

## Natur und Umwelt
Der Herengrund entspringt in dichtem Buchenwald, durch den er etwa 1,3 km bis zur Mündung fließt. Die Quelle liegt in dem Naturschutzgebiet Züschener Wald (NSG-Nr. 389958), das 2008 gegründet wurde und 3,44 km² groß ist. Kurz oberhalb der Mündung in den Flachengrund fließt der Herengrund in das 75,04 ha große Naturschutzgebiet Berkmecke – Talsystem (HSK-411) ein. Das NSG besteht aus dem Talbereich der Berkmecke und anderen Nebentälern wie dem Flachengrund. Das NSG-Gebiet ist seit 2000 Teil des 2249 ha großen FFH-Gebietes Hallenberger Wald (DE 4817-301).